# صوفيا كونوخ
صوفيا إيفجنيفنا كونوخ (موليد 9 مارس 1980) هي لاعبة روسية في كرة الماء، وقد فازت بالميدالية البرونزية في دورة الألعاب الأولمبية الصيفية لعام 2000، وهي أول بطلة أولمبية للسيدات في التاريخ. إنها واحدة من أربع لاعبات تنافس في كرة الماء في أربعة ألعاب أولمبية.

## روابط خارجية
- صوفيا كونوخ على موقع الاتحاد الدولي للسباحة (الإنجليزية)
- صوفيا كونوخ على موقع اللجنة الأولمبية الدولية (الإنجليزية)
- صوفيا كونوخ على موقع أوليمبيديا (الإنجليزية)